# Icius hongkong
Icius hongkong är en spindelart som beskrevs av Song D., Xie L., Zhu M. 1997. Icius hongkong ingår i släktet Icius och familjen hoppspindlar. Inga underarter finns listade i Catalogue of Life.